# 비가격경쟁
다음은 비가격경쟁(非價格競爭, non-price competition)에 관한 설명이다.
완전경쟁의 경우에는 동일용도, 동일품질의 재화에 관하여 단일의 가격이 형성되고, 그 가격 이상은 일체 판매되지 않고, 또 그 가격이하로도 일체 구입되지 않은 상태가 이루어진다고 하겠다. 그러나 불완전경쟁하에서는 상대방의 무지(無知)와 특수한 선호(選好) 등을 이용, 상이한 가격을 형성해 나갈 수 있게 된다.
불완전경쟁하의 경제 주체는 완전경쟁의 때와 같이 가격이 주어진 것으로 받아들이는 것이 아니라 가격 자체를 경쟁의 수단으로 이용할 수 있다. 대부분의 경우 가격을 경쟁의 도구로 사용하지만, 불안정성 때문에 가격을 고정하든가 또는 변동의 폭을 적게 하여 되도록 가격경쟁을 피하고, 그 대신 품질이나 광고비, 또는 거래방법·애프터 서비스 등의 제요인을 변화시킴으로써 상품의 차별을 만들고, 이 차별에 의하여 흡수하는 범위 내에서 거래, 상대방에게 일정한 정도의 지배력을 행사하게 된다. 이와 같이 가격 이외의 요인을 사용, 경쟁자와의 경쟁을 하는 것을 비가격경쟁(非價格競爭)이라고 한다.

## 같이 보기
- 경쟁법
- 불완전 경쟁
- 독점
- 과점
- 제품 차별화